# Мазур Валерій Леонідович
Ма́зур Вале́рій Леоні́дович (28 жовтня 1939, Дніпропетровськ) — український державний діяч, вчений у галузі металургії. Міністр промисловості України (1995–1997). Член Ради з питань науки та науково-технічної політики при Президентові України (з 1997).
Доктор технічних наук (1982), професор (1987), член-кореспондент НАН України (Відділення фізико-технічних проблем матеріалознавства, металургія, 12.1997).

## Біографія
Народився 28 жовтня 1939 року в місті Дніпропетровську. Працював вальцювальником на Нікопольському південнотрубному заводі.
З 1956 по 1961 роки навчався на технологічному факультеті Дніпропетровського металургійного інституту, по закінченні якого отримав кваліфікацію «інженер-металург». Переддипломну практику проходив на заводі «Електросталь» в м. Електросталь.
У 1961—1966 роках — інженер, молодший науковий працівник Українського науково-дослідного інститут трубної промисловості (м. Дніпропетровськ).
У 1966—1976 роках — старший інженер, молодший науковий працівник, старший науковий працівник, 1976—1993 — завідувач лабораторії гарячої прокатки тонкого листа, завідувач відділу виробництва тонкого листа Інституту чорної металургії НАН України (м. Дніпропетровськ). Учень професора Володимира Мелешка.
З серпня 1993 року — заступник Міністра, 3 липня 1995 — 25 липня 1997 — Міністр промисловості України. З липня 1997 по травень 1999 року — перший заступник Міністра промислової політики України.
У вересні 1999 — січні 2000 — радник Президента України.
Був членом Державної комісії з питань реорганізації в галузі науки (з 08.1995); член Комісії з питань повернення в Україну валютних цінностей, що незаконно знаходяться за її межами (11.1998-07.2000).
Віце-президент Асоціації підприємств чорної металургії (з 2000); головний науковий працівник Фізико-технічного інституту металів і сплавів НАН України; член Ради з питань науки та науково-технічної політики при Президентові України (з 12.1997).
З 2000 року головний наууковий співробітник Фізико-технологічного інституту металів і сплавів НАН України.

## Наукова діяльність
В різні періоди життя був керівником і виконавцем науково-дослідних робіт на НІкопольському Південно-трубному, Первоуральському новотрубному заводах, на металургійних комбінатах "Запоріжсталь", Маріупольських ім. Ілліча та " Азовсталь", Магнітогорському, Череповецькому, Липецькому, Карагандинському, на інших підприємствах. Керував науково-дослідними роботами, повязаними з введенням в експлуатацію потужних металургійних комплексів в Україні, Росії, Казахстані.
У 1970 році захистив кандидатську дисертацію на тему «Дослідження і розробка технології виробництва холоднокатаного листа з оптимальною мікрогеометрією поверхні».
У 1982 році захистив докторську дисертацію на тему «Теорія і технологія листової прокатки з врахуванням ефектів мікрогеометрії поверхонь валків і деформівного металу».
Автор (співавтор) 23 монографій, 400 наукових статей, 160 винаходів у галузі металургії.

## Політична діяльність
У березні 2006 року висувався кандидатом у народні депутати України від політичної партії "Партія екологічного порятунку «ЕКО+25%» (№ 20 у списку).

## Нагороди і почесні звання
- Орден князя Ярослава Мудрого V ступеня (02.2010)[10].
- Ордена "За заслуги" II ступеня (2014), І ступеня (2020).
- Почесна відзнака Президента України (08.1996)[11].
- Заслужений діяч науки і техніки України (1989).
- Державна премія України в галузі науки і техніки (2000)[12].
- Премія Ради Міністрів СРСР (1990).
- Член-кореспондент НАН України (1997).

## Родина
Батько Леонід Хомич (1913–1982) — робітник, токар трубопрокатного заводу ім. К.Лібкнехта, м. Дніпропетровськ; мати Варвара Іванівна (1912–1997) — робітниця; дружина Валентина Олександрівна (1942) — колишній інженер-металург, нині — пенсіонерка; син В'ячеслав (1970) — математик; син Сергій (1973) — інженер-металург.

## Захоплення
Теніс, рибальство, мисливство, гірські лижі.